# Wędrowiec. Tygodnik Ilustracyjny Dla Wszystkich
Wędrowiec. Tygodnik Ilustracyjny Dla Wszystkich – tygodnik dla dzieci i młodzieży wydawany w latach 1937–1939, prezentujący głównie historyjki obrazkowe o tematyce przygodowej i podróżniczej. 